# 克拉斯內 (哈爾科夫區)
50°17′3″N 36°27′28″E / 50.28417°N 36.45778°E
克拉斯內（烏克蘭語：Красне）是位於烏克蘭東部的村莊，由哈爾科夫州哈爾科夫區的利普齊市鎮負責管轄。該村始建於1920年，面積0.2平方公里，海拔高度175米，2001年人口20，人口密度每平方公里100人。